# 维塔利·科斯托马罗夫
维塔利·格里戈里耶维奇·科斯托马罗夫（俄语：Виталий Григорьевич Костомаров，1930年1月3日—2020年3月26日），俄罗斯语言学家、教育家，俄罗斯教育科学院院士，普希金俄语学院首任院长（1973年－2000年）。

## 生平
1930年生于莫斯科。1952年毕业于莫斯科国立大学语言学系俄语专业，1953年毕业于莫斯科国立外国语师范学院。后在苏联科学院语言研究所深造，1955年获语言学副博士学位。1958年加入苏联共产党。曾在苏共中央高级党校任教。1966年起任莫斯科国立大学俄语教学和研究中心主任。1969年获全博士学位。1971年晋升教授。1985年当选苏联教育科学院院士。1990年至1991年，任苏联教育科学院院长。1973年至2000年，任普希金俄语学院首任院长。1990年至2003年，任世界俄语语言文学教育协会主席。
科斯托马罗夫主要从事现代俄语词汇学、文体学、社会语言学和教学法的教科研工作，合著有《对外俄语教学法》，并主编了许多适用于不同民族学习者的通用俄语教科书，以及《苏联国民教育》《俄罗斯艺术文化》《俄语格言和谚语》等系列工具书。主要论著《语言修养与文体》（1960年）、《俄语报刊语言》（1971年）、《语言与文化》（1973年）、《词的语言国情学理论》（1980年）、《语言的时代风格》（1994年）等。
1979年获苏联国家奖。1995年获俄罗斯联邦功勋科学工作者荣誉称号。2001年获俄罗斯联邦总统奖。
2020年3月26日逝世。